# صوت المعدن
صوت الميتال (بالإنجليزية: Sound of Metal)‏ هو فيلم دراما أمريكي من إخراج داريوس ماردر وبطولة ريز أحمد،أوليفيا كوك وماثيو امالريك تدور أحداث الفيلم حول لاعب درامز لفرقة ميتال يبدأ في فقدان سمعه تدريجياً.
من المقرر عرض الفيلم في السينمات يوم 20 نوفمبر 2020 وعلى منصة برايم فيديو يوم 4 ديسمبر 2020.